# Virgin Group
Virgin Group is een Britse holdingmaatschappij, opgericht door en in het bezit van Richard Branson.

## Activiteiten
De Virgin Group bestaat uit ongeveer 200 zeer uiteenlopende ondernemingen, waarvan vele niet in het volledige bezit zijn van de groep. Deze ondernemingen gebruiken de Virgin-merknaam onder licentie. Virgin heeft in totaal 35.000 mensen in dienst.

### Huidige Virgin-bedrijven
- Virgin Wines
- Radio Free Virgin
- Virgin Atlantic Airways (51% Virgin, 49% Delta Air Lines)
- Virgin Blue (Australische lowbudget-luchtvaartmaatschappij, in 2011 hernoemd tot Virgin Australia, belang circa 10%)
- Virgin Mobile
- Virgin Megastores
- Virgin Publishing
- Virgin Pulse (corporate gezondheidsprogramma)
- Virgin Rail Group (51% Virgin, 49% Stagecoach Group)
  - Virgin Trains (West Coast, 1997–2019)
  - Virgin Trains East Coast (2015–2018)
- Virgin Finance
- Virgin Drinks
- Virgin Hotels
- Virgin Vacation
- virgin.net (internetserviceprovider)
- Virgin Galactic (samenwerking met Scaled Composites)[1]
- WorldGaming, online om geld gamen (samenwerking met o.a. EA Sports), sinds 12 juni 2014 WorldGaming geheten, daarvoor was het Virgin Gaming
- Virgin Books
- Virgin Voyages

### Voormalige Virgin-bedrijven
- Virgin America (Amerikaanse luchtvaartmaatschappij; sinds 2007 actief, verkocht aan Alaska Air in 2016)
- Virgin Cinema, verkocht aan UGC Cinema
- Virgin Express, gefuseerd met SN Brussels Airlines tot Brussels Airlines
- Virgin Games, vanaf 2013 eigendom van Gamesys
- Virgin Interactive, nu eigendom van Titus Interactive
- Virgin Orbit, afsplitsing van Virgin Galactic die met eigen raketten kleine satellieten lanceerden. Ging in 2023 failliet .
- VOX Space, spin-off van Virgin Orbit om aan ITAR-wetgeving te voldoen en Amerikaanse overheidssatellieten te kunnen lanceren.
- Virgin Radio, nu eigendom van SMG
- Virgin Records, overgenomen door EMI in 1992, nu eigendom van Universal Music Group
- Virgin Racing, werd overgenomen door Marussia Motors, later opgedoekt
- V2 Records, nu eigendom van PIAS

- International Standard Name Identifier: 0000 0001 2254 8032
- Library of Congress Control Number: n95095291
- Nationale Bibliotheek van Tsjechië: kn20020322265
- Nationale Bibliotheek van Israël: 987007446249905171
- Virtual International Authority File: 127886777